# Lucille Bliss
Lucille Bliss (New York, 31 marzo 1916 – Costa Mesa, 8 novembre 2012) è stata un'attrice e doppiatrice statunitense, nota per aver doppiato il personaggio di Anastasia nel film d'animazione Cenerentola.

## Biografia
La Bliss iniziò la carriera da doppiatrice nel 1950, all'età di 34 anni, doppiando per l'appunto Anastasia in Cenerentola. Quella da attrice invece iniziò nel 1987, quando Lucille aveva 71 anni. 
È morta per cause naturali a Costa Mesa nel 2012, all'età di 96 anni.
È sepolta all'Hollywood Forever Cemetery.

## Filmografia

### Attrice
- Assassination, regia di Peter R. Hurt (1987)
- La notte prima (The Night Before), regia di Thom Eberhardt (1988)
- Soluzione finale (Miracle Mile), regia di Steve De Jarnatt (1988)
- Betty Boop's Hllywood Mystery (1989)

### Doppiatrice
- Anastasia in Cenerentola
- Crusander Rabbit
- Alice nel Paese delle Meraviglie
- Le avventure di Peter Pan
- Suzanne in A Kiddies Kitty
- Mama in The Waggily Tale
- Tuffy in Liberiamo Robin Hood
- Leprechaun in Droopy Leprechaun
- Hugo in Gli antenati
- La carica dei cento e uno
- Snoopy in Space Kidettes
- Ragazza di mille voci in Funnyman
- The Tiny Tree
- Dusty in Che forti Fred e Barney!
- The Ballad of the Daltons
- Casper's Halloween Special
- Hug Me
- Puffetta in I Puffi
- Signora Beth in Brisby e il segreto di NIMH
- Signorina Witch in The Great Bear Scare
- Narratrice in Iridella
- Puffetta in Strong Kids, Safe Kids
- Asterix e la grande guerra
- Space Quest 6: The Spinal Frontier
- Jane Katz in Wacked
- Star Wars: Bounty Hunter (2002) - Rozatta
- Blue Harvest Days (2005) - Bear Brat
- Robots (2005) - Lady Pigeon
- Avatar - La leggenda di Aang (Avatar: The Last Airbender) (2005) - Yugoda
- Invader Zim (2001-2002, 2006) - Mrs. Bitters
- Up-In-Down Town (2007) - Quinby
- I'm Just a Pill (2010) - Giovane Honey
- Unwrap An Expletive (2012) - Santa's Elf

## Doppiatrici italiane
- Wanda Tettoni in Cenerentola (ed.1950)
- Flaminia Jandolo in Cenerentola (ed.1967)
- Francesca Guadagno in Susanna e il gatto (doppiaggio originale)
- Laura Latini in Susanna e il gatto (ridoppiaggio)